# Анна София Саксен-Гота-Альтенбургская
Анна София Саксен-Гота-Альтенбургская (нем. Anna Sophie von Sachsen-Gotha-Altenburg; 22 декабря 1670, Гота — 28 декабря 1728, Рудольштадт) — принцесса Саксен-Гота-Альтенбургская, в замужестве княгиня Шварцбург-Рудольштадтская.

## Биография
Анна София — старшая дочь герцога Фридриха I Саксен-Гота-Альтенбургского и его супруги Магдалены Сибиллы, дочери герцога Августа Саксен-Вейсенфельского.
15 октября 1691 года в замке Фриденштайн Анна София вышла замуж за графа Людвига Фридриха I Шварцбург-Рудольштадтского. В 1710 году супруг Анны Софии был возведён в имперское сословие, и Анна София стала первой княгиней Шварцбург-Рудольштадта. Спустя три года в Шварцбург-Рудольштадте была введена примогенитура, вследствие чего наследником в Шварцбург-Рудольштадте стал старший сын Анны Софии.

## Потомки
1. Фридрих Антон I (1692—1744), князь Шварцбург-Рудольштадта, женат на принцессе Софии Вильгельмине Саксен-Кобург-Заальфельдской (1690—1727), затем на принцессе Кристине Софии Ост-Фрисландской (1688—1750)
2. Амалия Магдалена (1693)
3. София Луиза (1693—1776)
4. София Юлиана (1694—1776), монахиня Гандерсгеймского монастыря
5. Вильгельм Людвиг (1696—1757), женат морганатическим браком на Генриетте Каролине Гебойр (1706—1794), «баронессе фон Броккенбург»
6. Кристина Доротея (1697—1698)
7. Альбрехт Антон (1698—1720)
8. Эмилия Юлиана (1699—1774)
9. Анна София (1700—1780), замужем за герцогом Францем Иосией Саксен-Кобургским (1697—1764)
10. Доротея София (1706—1737)
11. Луиза Фридерика (1706—1787)
12. Магдалена Сибилла (1707—1795), монахиня Гандерсгеймского монастыря
13. Людвиг Гюнтер IV (1708—1790), князь Шварцбург-Рудольштадта, женат на графине Софии Генриетте Рейсс-Унтергрейцской (1711—1771)